# Leptotragulus
Genre
Leptotragulus est un genre fossile de mammifères placentaires artiodactyles, de la famille des Protocératidés. On en connaît quatre espèces, qui ont vécu en Amérique du Nord au cours de l'Éocène, il y a entre 40,2 et 33,9 millions d'années. Son espèce type est Leptotragulus proavus.

## Description

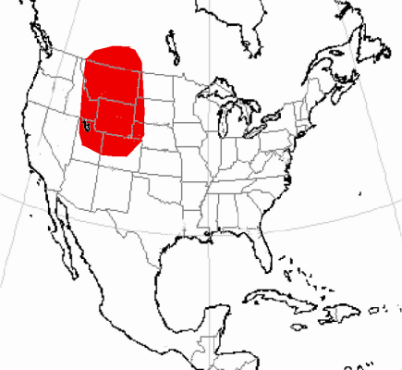
Aire de la répartition supposée de Leptotragulus.

Leptotragulus étaient des artiodactyles de petites tailles assez semblables aux cervidés mais sans bois ou aux Antilocapridae bien qu'apparentés à la famille des Camelidae.  Ils étaient assez petits comparés à d'autres membres de leur famille faisant en moyenne entre 8 et 12 kg. Ils possédaient des cornes rostrales au-dessus de la cavité orbitaire. 

## Répartition
Leptotragulus vivait dans le Centre-Ouest de l'Amérique du Nord dans une zone géographique actuellement occupée par les Grandes Plaines ainsi qu'au Sud-Est de l'Amérique du Nord.
Les fossiles de Leptotragulus ont été découverts au Canada (dans le Sud de la province du Saskatchewan), et aux États-Unis (dans les États du Wyoming, de l'Utah et en Géorgie).

## Liste des espèces
Selon Paleobiology Database (12 août 2025) :
- †Leptotragulus clarki Gazin, 1955
- †Leptotragulus medius Peterson, 1919
- †Leptotragulus proavus Scott & Osborn, 1887 - espèce type
- †Leptotragulus ultimus Schlaikjer, 1935

## Systématique
Le nom valide complet (avec auteur) de ce taxon est Leptotragulus Scott& Osborn, 1887,.

### Publication originale
- (en) W. B. Scott et Henry F. Osborn, « Preliminary Report on the Vertebrate Fossils of the Uinta Formation, Collected by the Princeton Expedition of 1886 », Proceedings of the American Philosophical Society, Philadelphie, APS, vol. 24, no 126,‎ 1887, p. 255-264 (ISSN 0003-049X et 2326-9243, OCLC 1480557, JSTOR 983074, lire en ligne).